# (3260) Vizbor
(3260) Vizbor es un asteroide perteneciente al cinturón de asteroides, descubierto el 20 de septiembre de 1974 por la astrónoma ucraniana Liudmila Zhuravliova desde el Observatorio Astrofísico de Crimea (República de Crimea).

## Designación y nombre
Designado provisionalmente como 1974 SO2. Fue nombrado Vizbor en honor al cantautor soviético ruso Yuri Vízbor.